# Paraná Clube
El Paraná Clube és un club de futbol brasiler de la ciutat de Curitiba a l'estat de Paranà.

## Història
El 19 de desembre de 1989 es fundà el Paraná Clube, després de la fusió dels clubs Esporte Clube Pinheiros (PR) i Colorado Esporte Clube.
El Colorado EC havia estat fundat el 29 de juny de 1971 com a resultat d'una altra fusió, en aquest cas de tres clubs: Britânia Sport Club, Palestra Itália FC i CA Ferroviario (fundat el 1930).
El Britânia s'havia fundat el 1914 com a resultat de la fusió del Leão FC i el Tigre FC. El Palestra Itália FC fou creat el 1920, de la mà de la colònia italiana i durant la Segona Guerra Mundial, amb la prohibició de l'ús de noms italianòfils, es va anomenar successivament Paranaense, Comercial, Palmeiras i de nou Palestra Itália un cop acabada la guerra.
Per la seva banda el Pinheiros es va anomenar successivament Savoia FC (1914, que el 1920 absorbí l'EC Agua Verde, un club fundat l'any 1915), EC Brasil (1942), EC Agua Verde el 1944 i finalment Pinheiros el 1971.
El 1991, dos anys després de la fundació del club, el Paraná guanyà el seu primer campionat paranaense. El 1992, el club guanyà el campionat brasiler de segona divisió, ascendint a primera. El 2000, repetí campionat en guanyar la Copa João Havelange, que substituí aquell any els campionats brasilers.
Els colors del club són el vermell, color del Colorado, el blau, color del Pinheiros, i el blanc, que lluïen ambdós clubs.

## Estadis

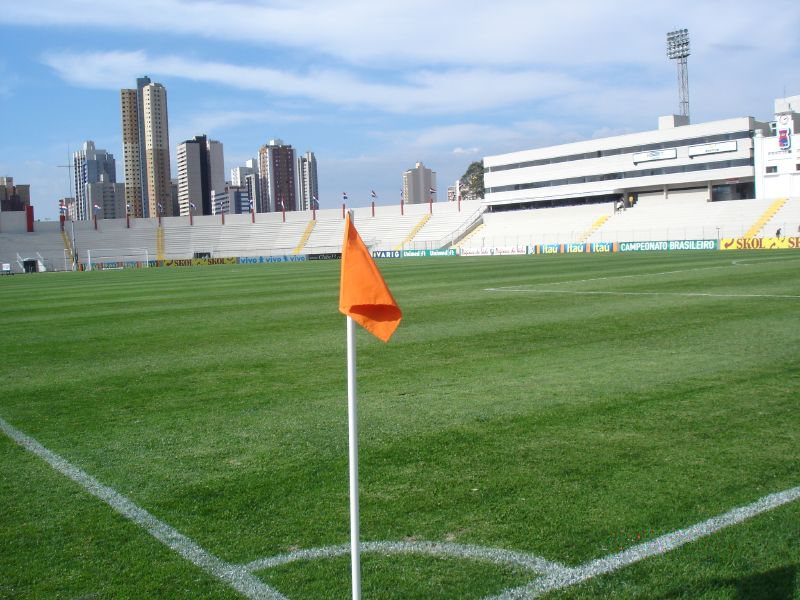
Estadi Vila Capanema.

L'estadi del Paraná Clube és l'Estádio Durival Britto e Silva, també anomenat Vila Capanema, que sofrí una forta remodelació l'any 2006 assolint una capacitat de 20.083 espectadors. A més el club també disposa de l'Estádio Erton Coelho de Queiroz, conegut com a Vila Olímpica, amb capacitat per a 18.500 persones. També juga alguns partits a l'estadi Pinheirão amb capacitat per a 35.000.

## Palmarès
- 2 Campionat brasiler de segona divisió: 1992, 2000
- 7 Campionat paranaense: 1991, 1993, 1994, 1995, 1996, 1997, 2006

## Jugadors destacats
- Ricardinho
- Gralak
- Saulo
- Maurílio
- Régis
- Lúcio Flávio
- Hélcio
- Flávio

Jugador amb més gols al club
- Saulo: 104 gols

Jugador amb més partits al club
- Marcos: 365 partits